# Dunowo
Dunowo is een plaats in het Poolse district  Koszaliński, woiwodschap West-Pommeren. De plaats maakt deel uit van de gemeente Świeszyno en telt 411 (sołectwo 525) inwoners.

## Verkeer en vervoer
- Station Dunowo